# Griechischer Frosch
Der Griechische Frosch (Rana graeca) gehört zur Gattung der Echten Frösche (Rana). Zusammen mit ähnlich aussehenden Arten wie etwa dem Springfrosch, dem Moorfrosch und dem Grasfrosch wird er außerdem unter dem Sammelbegriff „Braunfrösche“ geführt. Die Spezies besiedelt ein eher kleineres Areal in Südosteuropa, wobei sie auf Bergbäche spezialisiert ist und eine stärker aquatile Lebensweise hat.

## Merkmale
Es handelt sich um einen mittelgroßen, recht plump gebauten Braunfrosch mit einer kurzen, abgerundeten Schnauze. Die Kopf-Rumpf-Länge adulter Tiere liegt bei maximal sieben bis acht Zentimetern. Bei der sogenannten Fersenprobe – ein Hinterbein wird dabei entlang des Rumpfes nach vorne umgelegt – überragt das Fersengelenk die Kopfspitze etwas (beim Grasfrosch sind die Hinterbeine dagegen kürzer; das Fersengelenk reicht nicht bis zur Schnauzenspitze). Weitere Differenzierungsmerkmale zu anderen Braunfröschen ergeben sich für Spezialisten aus verschiedenen biometrischen Quotienten, etwa aus dem Abstand der Nasenlöcher untereinander und zu den Augen, aus dem Nasenlochabstand zum Augendurchmesser oder aus der Länge des Fersenhöckers im Verhältnis zur ersten Zehe. Die Grundfärbung der Oberseite reicht von bräunlich, rötlich-braun, gelblich, über oliv bis zu grau; häufig ist dabei eine dunkle Fleckung vorhanden. Neben einfarbigen Exemplaren können auch solche mit hellen „Schimmelflecken“ beobachtet werden (dieses Charakteristikum tritt bei anderen südeuropäischen Braunfroscharten allerdings ebenfalls auf). Die Kehle ist dunkelgrau gefärbt und weist eine helle Mittellinie auf (vergleiche auch: Italienischer Springfrosch). Die Bauchhaut ist weißlich.
Das Trommelfell innerhalb des Schläfenflecks ist gelegentlich nur undeutlich zu erkennen und erreicht einen Durchmesser, der 3/5 des Augendurchmessers entspricht. Die Pupillen sind waagerecht-elliptisch geformt. Die sich seitlich über den Rücken ziehenden Drüsenleisten liegen in Höhe der Schultern relativ weit auseinander (Unterschied zum Grasfrosch).
Die Männchen sind unter anderem an kräftigeren Vorderbeinen zu erkennen. Sie bilden zur Paarungszeit außerdem eine blei- bis schwarzgraue „Hochzeitsfärbung“ aus, erscheinen infolge von Ansammlungen von Lymphflüssigkeit unter der Haut „wabbelig“ und die Brunstschwielen an den Fingern sind dann schwarz-braun pigmentiert. Sie verfügen über innere Schallblasen zur Erzeugung der Paarungsrufe.
Außer der Nominatform war der auf der Apennin-Halbinsel vorkommende Italienische Frosch (Rana italica) zeitweilig als Unterart aufgefasst worden. Inzwischen wird dieser aber als eigene Art geführt.

## Fortpflanzung und Individualentwicklung

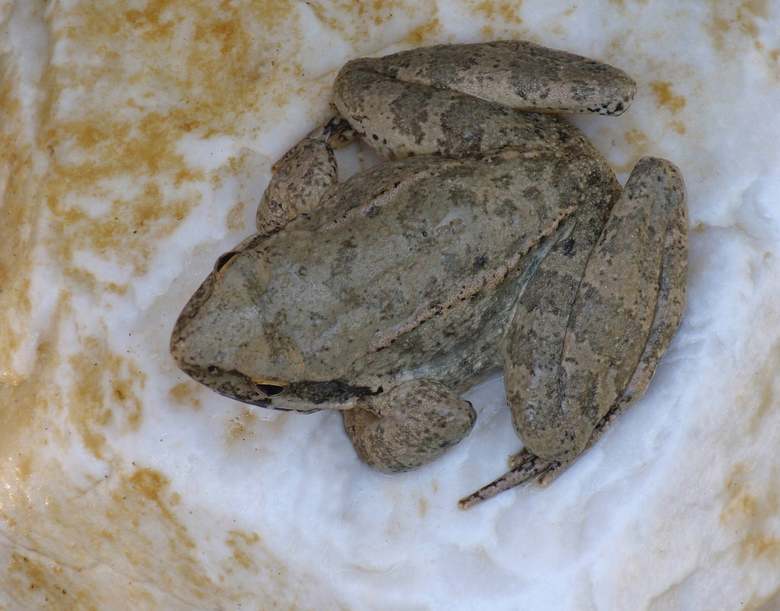
Griechischer Frosch in dorsaler Ansicht; beachte die sehr langen Hinterbeine, aber die zugleich kurze, abgerundete Schnauze (letzteres als Gegensatz zum sympatrisch vorkommenden Rana dalmatina)

Nach einer aquatil verbrachten Winterruhe zwischen Oktober/November und Mitte Februar schließt sich die Laichzeit bei Lufttemperaturen oberhalb von 4 °C bzw. Wassertemperaturen oberhalb von 7 °C an. In den besiedelten Bergregionen Griechenlands ist dies meist zwischen Ende Februar und Ende März der Fall. Die Männchen halten sich, während sie abends und nachts ihre recht leisen Paarungsrufe äußern, im Wasser auf, wobei sie auch untergetaucht sein können. Die Rufe werden als ein ständig und rasch wiederholtes „geck…geck…geck“ oder auch „kru…kru…kru“ beschrieben. In der durch lautes Rauschen geprägten Bergbachumgebung spielen sie aber wahrscheinlich keine so bedeutende Rolle für die Partnerfindung. Am Laichplatz eintreffende Weibchen werden axillar umklammert. Schließlich kommt es zur Ablage der kleinen, ovalen Laichballen, die vor allem unterhalb von Steinen im Bachbett deponiert werden. Ein Laichballen enthält zwischen 200 und 2000 (meist: 600–800) oberseits braune, unterseits graue Eier; ihre Gallerthüllen haben einen Durchmesser von vier bis sieben Millimetern. Bis zum Schlupf der Kaulquappen dauert es ein bis zwei Wochen.
Die Metamorphose der Larven vollzieht sich nach weiteren etwa drei Monaten. Bis dahin haben die Kaulquappen – inklusive Ruderschwanz – eine Gesamtlänge von circa 45 (55) mm erreicht. Zur Geschlechtsreife gelangen die umgewandelten Frösche vermutlich nach drei Überwinterungen.

## Lebensraum, Lebensweise und Verbreitung
Griechische Frösche bewohnen kühle, klare, fast vegetationslose Fließgewässer in Gebirgsregionen; in Griechenland schwerpunktmäßig zwischen 240 und 1400 m NN (als maximale Höhenverbreitung werden 1960 m NN genannt). Die Tiere halten sich entweder im Wasser auf Steinen als Sitzwarten oder in unmittelbarer Ufernähe auf. Strukturiert werden die Lebensräume durch Felsen und Geröll, Schwemmholz und Falllaub von Ufergehölzen. Die Kaulquappen bevorzugen Ruhigwasserstellen in Buchten.
Die Frösche erbeuten tag- und nachtaktiv verschiedene Wirbellose (Insekten, Landschnecken, Spinnen, Asseln); sie selbst werden unter anderem wahrscheinlich von Schlangen wie der Würfelnatter (Natrix tessellata) und der Persischen Ringelnatter (Natrix natrix persa) gefressen.
Das Verbreitungsgebiet beschränkt sich auf den Balkan und reicht vom Südosten Bosnien-Herzegowinas über Zentral- und Südserbien, Montenegro, Albanien, Mazedonien und große Teile Griechenlands (ohne Inseln) bis auf die Halbinsel Peloponnes; im Osten werden der Südwest- und Südteil Bulgariens sowie wahrscheinlich der Westrand des europäischen Teils der Türkei (Ostthrakien) besiedelt.
Arealüberschneidungen mit anderen Braunfröschen finden zumindest in Teilbereichen statt. So gibt es sympatrische Vorkommen mit dem Grasfrosch (beispielsweise in Bulgarien) und dem Springfrosch (unter anderem in Griechenland) – seltener allerdings treten wohl zwei Arten in demselben Habitat auf.

## Gefährdung und Schutz
Der Gesamtbestand wird von der IUCN als „LC“ (nicht gefährdet) eingestuft, da die Art noch über individuenreiche Vorkommen und ein relativ ausgedehntes Verbreitungsgebiet verfügt. Regional und lokal bestehen dennoch Bedrohungen durch Lebensraumverluste und Gewässerverschmutzung.
Gesetzlicher Schutzstatus
- Fauna-Flora-Habitat-Richtlinie (FFH-RL): Anhang IV (streng geschützt)
- Bundesartenschutzverordnung (BArtSchV): besonders geschützt